# IJsselmonde (Rotterdam)
Cet article concerne l'arrondissement d'IJsselmonde (Rotterdam). Pour l'île d'IJsselmonde, voir IJsselmonde.
IJsselmonde (Ysselmonde en français) est un arrondissement de la commune néerlandaise de Rotterdam, dans la province de Hollande-Méridionale. Le 1er janvier 2017, IJsselmonde comptait 60 047 habitants sur une superficie de 17,3 km2.

## Administration
Commune indépendante jusqu'en août 1941, IJsselmonde est alors annexé par la ville de Rotterdam. En 1838, elle avait absorbé la petite commune de Lombardijen. De nos jours, IJsselmonde forme l'un des 14 arrondissements de Rotterdam.

## Géographie
IJsselmonde se trouve sur la partie nord-est de l'île d'IJsselmonde. Au nord, IJsselmonde est délimité par la Nouvelle Meuse, au sud et est par la ville de Barendrecht et à l'ouest aux quartiers de Charlois et de Feijenoord.

## Quartiers
- Oud-IJsselmonde (Vieux IJsselmonde)
- Groot-IJsselmonde
- Lombardijen
- Beverwaard.